# Deadwood
Deadwood este un serial TV american creat în genurile dramă istorică, western care a fost creat, produs și în cea mai mare parte scris de David Milch. A avut premiera pe canalul HBO în perioada 21 martie 2004 - 27 august 2006, de-a lungul a 3 sezoane a câte 12 episoade fiecare.
Acțiunea are loc în anii 1870 în Deadwood, South Dakota, în timpul goanei după aur din munții Black Hills înainte de anexarea zonei la Teritoriul Dakota. 
Serialul înfățișează creșterea localității Deadwood de la stadiul de tabără în afara legii la oraș, temă care încorporează formarea comunităților din cadrul capitalismului occidental. Spectacolul are o distribuție mare per ansamblu, iar mai multe personaje istorice apar ca personaje în serial, cum ar fi Seth Bullock, Al Swearengen, Wild Bill Hickok, Sol Star, Calamity Jane, Wyatt Earp, George Crook, E. B. Farnum, Charlie Utter, Jack McCall și George Hearst. Scenariul prezintă aceste personaje în cadrul unor adevăruri istorice întrețesute de elemente fictive substanțiale. Milch a folosit jurnale reale ziare și  din anii 1870 [despre locuitorii] din Deadwood ca puncte de referință pentru personaje, evenimente, aspectul și sentimentele acestora. Unele dintre personaje sunt complet fictive, deși acestea pot fi bazate pe persoane reale.

## Distribuție
| Actor             | Personaj          | Bazat pe                                                  | Profesie                                                                           |
| ----------------- | ----------------- | --------------------------------------------------------- | ---------------------------------------------------------------------------------- |
| Timothy Olyphant  | Seth Bullock      | Seth Bullock                                              | Șerif/Co-proprietar al Star & Bullock Hardware                                     |
| Ian McShane       | Al Swearengen     | Al Swearengen                                             | Proprietar al The Gem Saloon                                                       |
| Molly Parker      | Alma Garret       |                                                           | Văduva unui prospector, căutător de aur, mai târziu sa căsătorit cu Ellsworth      |
| Jim Beaver        | Whitney Ellsworth |                                                           | Prospector / soțul lui Alma Garret                                                 |
| Powers Boothe     | Cy Tolliver       | Tom Miller                                                | Proprietar al The Bella Union.                                                     |
| John Hawkes       | Sol Star          | Sol Star                                                  | Co-oproprietar al Star & Bullock Hardware                                          |
| Paula Malcomson   | Trixie            | Bazat pe mai multe Trixie care s-au prostituat la The Gem | Prostituată                                                                        |
| William Sanderson | E. B. Farnum      | E. B. Farnum                                              | Proprietar al The Grand Central Hotel                                              |
| Kim Dickens       | Joanie Stubbs     |                                                           | Fostă gazdă la The Bella Union/proprietar al The Chez Amis                         |
| Ricky Jay         | Eddie Sawyer      |                                                           | angajat la The Bella Union                                                         |
| Garret Dillahunt  | Francis Wolcott   | L. D. Kellogg                                             | geolog                                                                             |
| Robin Weigert     | Calamity Jane     | Calamity Jane                                             | prietenă a lui Hickok/cercetaș.                                                    |
| Dayton Callie     | Charlie Utter     | Charlie Utter                                             | prieten al lui Hickok/ ajutor de șerif al lui Bullock                              |
| Brad Dourif       | Doc Cochran       | Lyman F. Babcock                                          | medic                                                                              |
| Anna Gunn         | Martha Bullock    | Martha Bullock                                            | soția lui Seth, mama lui William                                                   |
| Jeffrey Jones     | A. W. Merrick     | A. W. Merrick                                             | jurnalist, editor al The Deadwood Pioneer                                          |
| Pavel Lychnikoff  | Blazanov          |                                                           | Operator al serviciului de telegrafie din Deadwood                                 |
| W. Earl Brown     | Dan Dority        | Dan Doherty                                               | Lucrător la Gem Saloon                                                             |
| Titus Welliver    | Silas Adams       |                                                           | Lucrător la Gem Saloon                                                             |
| Sean Bridgers     | Johnny Burns      | Johnny Burns                                              | Lucrător la Gem Saloon                                                             |
| Larry Cedar       | Leon              |                                                           | Angajat al lui Cy Tolliver                                                         |
| Peter Jason       | Con Stapleton     | Con Stapleton                                             | Angajat al lui Cy Tolliver                                                         |
| Keith Carradine   | Wild Bill Hickok  | Wild Bill Hickok                                          | Pistolar renumit                                                                   |
| Geri Jewell       | Jewel Caulfield   |                                                           | Femeia de serviciu cu probleme de handicap de la Gem Saloon                        |
| Keone Young       | Mr. Wu            |                                                           | Șeful populației chineze, deține o crescătorie de porci și spălătorie              |
| Bree Seanna Wall  | Sofia Metz        |                                                           | Fiica adoptivă a lui Alma; singurul supravietuitor al unui atac asupra familiei ei |
| Garret Dillahunt  | Jack McCall       | Jack McCall                                               | Ucigașul lui Wild Bill Hickok                                                      |